# Epicauta aragua
Epicauta aragua is een keversoort uit de familie van oliekevers (Meloidae). De wetenschappelijke naam van de soort is voor het eerst geldig gepubliceerd in 1979 door Adams & Selander.